# ジラフマナー

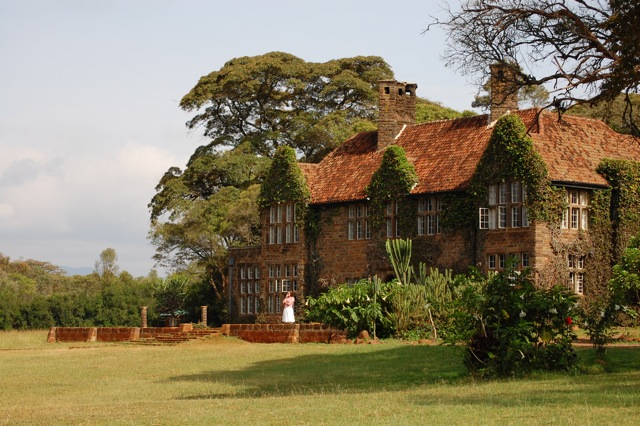
ジラフマナー（ケニア・ナイロビ）

ジラフマナー (Giraffe Manor)は、ケニア・ナイロビ郊外のランガタにある、小さなホテルである。ジラフセンターを併設しており、絶滅危惧種であるロスチャイルドキリンの生活の地として機能し、種の保存のためにつがいを野生に戻す繁殖プログラムを実行している。"Manor"は荘園などの意味である。

## 歴史
ジラフマナーは、スコットランドの狩猟小屋をモデルとして、マッキントッシュ・トフィーで知られるマッキントッシュ家の一員であるデイヴィッド・ダンカンによって1932年に建設された。ナイロビ市南端のムバガティ川沿いの土地で、当初は150エーカー (61 ha)の敷地だった。1960年代、地元の投資家に買収され、デニス・レイキンなど何人かの人に賃貸された後、借り主がいなくなり、荒廃した状態になった。
1974年、この土地は、作家で自然保護活動家のベティー・レスリー・メルビルと夫のジョックによって購入された。購入したのは元の150エーカー (61 ha)の内の15エーカー (6.1 ha)だった。その後、60エーカー (24 ha)を購入し、ピーター・ビアードからホグ牧場の一部の40エーカー (16 ha)を寄贈されて、総面積は115エーカー (47 ha)となった。

## ホテルとして

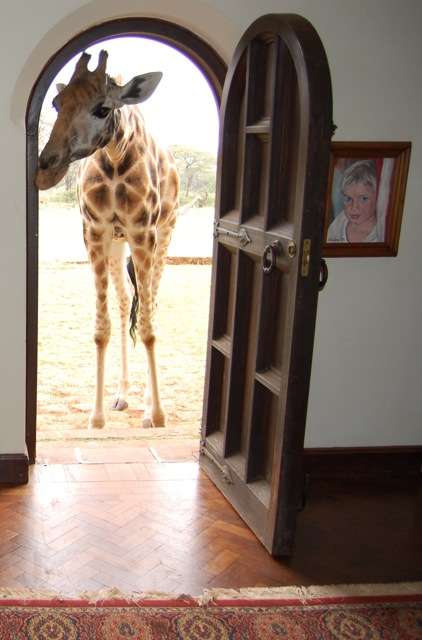
ジラフマナーの正面玄関に頭を突っこんでいるキリン。

1983年、ベティーの息子のリック・アンダーソンとその妻は、小さなプライベートホテルとしてジラフマナーの運営を引き継いだ。このホテルでは、宿泊客は朝食用のテーブルから、玄関や2階の寝室の窓を通してキリンに餌をやることができる。ホテルには12の客室があり、そのうちの1つには作家カレン・ブリクセン（別名イサク・ディーネセン）の所持品が残されている。
ホテルの宿泊客には、エレン・デジェネレス、ポーシャ・デ・ロッシ、エリー・ゴールディング、ナオミ・ワッツ、エディ・ヴェダー、ウォルター・クロンカイト（敷地内に住むイボイノシシがクロンカイトに因んで命名された）、ジョニー・カーソン、ブルック・シールズ、リチャード・チェンバレンらがおり、2007年のヴァージン・アトランティック航空のロンドン＝ナイロビ便就航の際にはリチャード・ブランソン、ユアン・マクレガー、チャーリー・ブアマンが利用した。
2009年3月、ジラフマナーはミッキー・カー＝ハートレー夫妻によって購入された。夫妻は「サファリコレクション」としてロッジやホテルを運営しており、その中には、土地を所有する地元のサンブル族の人々に1泊1人あたり58ドルの家賃を支払うサンブル郡のササーブロッジがある。ジラフマナーとササーブロッジはBBCのテレビドキュメンタリーで取り上げられた 。